# Louis Gallait
Louis Gallait, född 9 maj 1810 i Tournai, död 20 november 1887 i Bryssel, var en belgisk målare.
Han studerade i sin födelsestad, vann 1832 första priset vid akademien där och väckte 1833 uppmärksamhet i Bryssel med Jesus botar en blind (i katedralen i Tournai). Sedan fortsatte han sina studier i Antwerpen och i Paris, där han målade Job (1836) och Slaget vid Montcassel (utställd i Versailles).
Sitt anseende vann han framför allt med den stora målningen Karl V:s tronavsägelse (1841, i Bryssels konsmuseum, ett mindre exemplar i Frankfurt am Main). Gallaits verk ansågs som en utgångspunkt för en önskvärd förnyelse av historiemålningar. Där fanns realism i studiet, kostymtrohet och koloristisk hållning.  Konstverket sändes på turné i Tyskland och ledde till nya signaler inom även den tyska historieframställningen.
Bland Gallaits övriga verk är den lilla, koloristiskt effektfulla krigstavlan Gottfrid av Bouillon stormar Antiokia (1849) och Skyttegillet i Brysselles ägnar Egmonts och Hoorns lik den sista hedersbetygelsen (1851, stadshuset i Tournai, replik i Antwerpens museum) säkert Gallaits främsta arbete. Han var även en förtjänstfull porträttmålare. Han var ledamot av svenska konstakademien från 1856.

## Övriga verk
- Egmonts sista ögonblick (1858, Berlins nationalgalleri)
- Tasso i fängelse
- Fiolspelaren (Bryssels museum)
- En munk bespisar fattiga (1845, Nya pinakoteket, München)
- Murillo och hans modell
- Fiskarkvinnor
- Pesten i Tournai (1882, Bryssels museum)

## Utmärkelser
- Pour le Mérite för vetenskap och konst
- Riddare av Hederslegionen
- Storkors av Leopoldorden

[Redigera Wikidata]